# Frosty

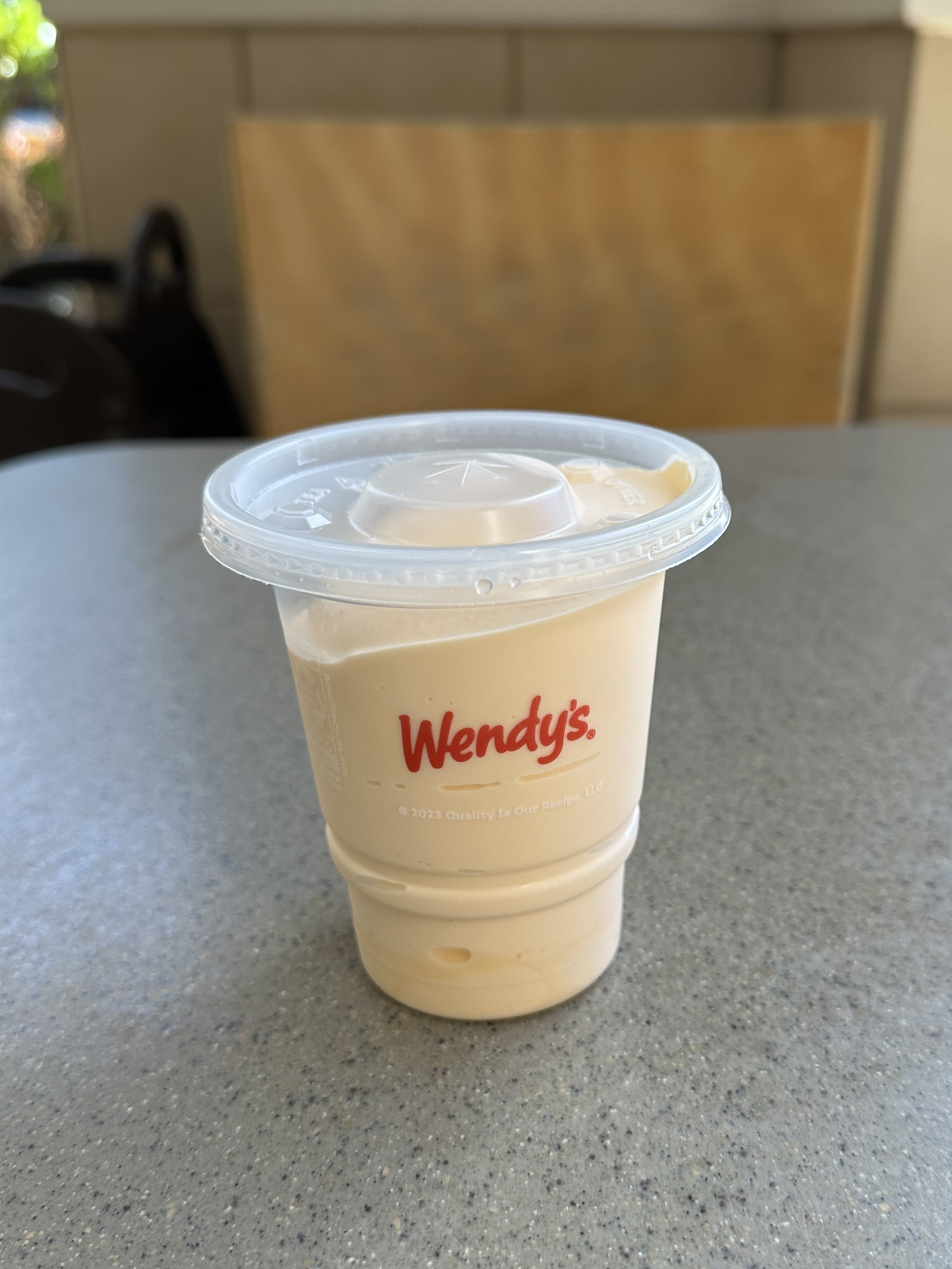
Un Frosty edición ilimitada de naranja.

Frosty es la firma de postres lácteos congelados por los restaurantes de comida rápida Wendy's.

## Descripción
El postre es un tipo de postre lácteo congelado. Originalmente vendido solo en chocolate, una versión con sabor a vainilla del postre se presentó en julio de 2006 después de peticiones por los clientes.

### Variantes
- Twisted Frosty - Presentado en 2005, artículos como M&M's, Butterfinger, Oreo, o galletas de Nestlé en masas son mezcladas al Frosty.
- Batidos Frosty - Un batido.

## Historia
El Frosty fue inventado por la petición del lechero E.M. "Bill" Barker en Wendy's. Cuando el primer Wendy's se abrió en 1969, el chocolate era el único sabor disponible. El sabor real del original Frosty es una mezcla de chocolate y vainilla. Dave Thomas pensó que el 100% de chocolate era demasiado irresistible cuando se combina con una hamburguesa y papas fritas de Wendy's. El segundo sabor Frosty, vainilla, fue introducido en 2006.